# Marcel-Louis Baugniet
Marcel-Louis Baugniet (Luik, 18 maart 1896 – Brussel, 1 februari 1995) was een Belgische kunstenaar. Hij wordt beschouwd als een van de belangrijkste avant-garde kunstenaars van België. Hij was kunstschilder , maakte collages en ontwierp decors, affiches, tapijten, reclame-illustraties, keramiek en meubelen.
Hij ontwierp voor de balletten van zijn vrouw, Marguerite Acarin, alias de danseres Akarova, kostuums. Baugniet en Akarova gingen al snel na hun huwelijk uit elkaar in 1928, maar ze bleven altijd vrienden. Ze woonden bij elkaar in de buurt in Elsene en werden beiden bijna een eeuw oud. Van Baugniet zijn ook een aantal illustraties voor bladmuziekomslagen bekend voor de muziekuitgeverijen F. Lauwerijns en A. Isaÿe. Na 1945 maakte hij vrijwel alleen nog maar collages en meubelontwerpen. In Brussel had hij een winkel waar hij zijn objecten verkocht.
Na een leertijd, hij studeerde aan de Academie van Brussel, waar hij als studiegenoten Paul Delvaux en René Magritte had, trok Baugniet naar Parijs. Hij ontmoette daar onder anderen Ossip Zadkine en Fernand Léger. In 1922 keerde hij terug naar Brussel, waar Felix De Boeck, Victor Servranckx gezellen werden. In zijn werk is de invloed van het Bauhaus en De Stijl te bemerken. Hij was ook bekend met het werk van Le Corbusier, Vasarely, Sonia Delaunay, en Henry Van de Velde.
In het Museum voor Moderne en Hedendaagse Kunst in Luik was in 2001  een grote overzichtstentoonstelling gewijd aan Baugniet. Het grootste deel van het gebouw was ingericht om alle kanten van zijn werk te laten zien.

## Akarova & Baugniet/L'entre-deux-guerres (1991)
In 1991 realiseerden kunstenares Ana Torfs en grafisch vormgever Jurgen Persijn het videoportret Akarova & Baugniet/L'entre-deux-guerres (Ana Torfs en Jurgen Persijn, 1991). Het portret roept aan de hand van getuigenverslagen en archiefmateriaal de levensloop op van zowel Akarova als Marcel-Louis Baugniet, en plaatst hun leven en werk als kunstenaar in de context van de Belgische avant-garde uit het interbellum.